# Везонский собор (442)
Везонский собор (442) (лат. Concilium Vasense) — был проведен 13 ноября 442 года в Везоне, на юго-востоке Франции . Председательствовал на нём епископ Туля Ауспиций. Среди собравшихся присутствовал епископ Вьеннский Нектарий, заявлявший, что Отец, Сын и Святой Дух – это одна природа, одна сила, одна божественность и добродетель. На соборе были приняты десять канонов, в том числе следующие.
1. Установлено, что перед допущением галликанских епископов к причастию нет необходимости в их допросе, а достаточно имеющейся уверенности, что они не отлучены от Церкви.
2. Пожертвования от лиц, умерших внезапно, без причащения, могут быть приняты. 
6. Запрещена любая близость с врагами христианской веры.
9 и 10. Предписано брать под покровительство всех, кто заботится о брошенных детях.
Благодаря Везонскому собору 442 года известно о мученической смерти святого Климента .